# حسين بن فخر الدين المعني
حُسين بك بن فخر الدين بن قُرقُماز المعني القُسطنطيني هو أمير وأديب يرجع أصله إلى دُرُوز جبل لُبنان، وهو ابن الأمير الشهير فخر الدين بن قُرقُماز المعني الشهير بـ«فخر الدين الثاني» أو «فخر الدين الكبير». وُلد سنة 1109هـ = 1620م وفقًا للعلَّامة المُؤرِّخ عيسى إسكندر المعلوف، وفي سنة 1036هـ = 1627م وفقًا للزِّركلي. والدته هي عَلوَة بنت علي سيفا، شقيق يُوسُف سيفا أمير طرابُلس الشَّام، التي أنجبت لزوجها ابنًا آخر هو «حسن» وابنة هي «ست النصر».

## أسره ونقله إلى إستنبول
أُسر صغيرًا على يد والي دمشق أحمد باشا الكُجُك عندما حمل على جبل لُبنان سنة 1634م بأمرٍ من السُلطان مُراد بن أحمد (مُراد الرابع) للقضاء على الحركة الاستقلاليَّة للأمير فخر الدين المذكور. أودع فخر الدين ولداه منصور وحُسين في قلعة المرقب لحمايتهما من مخاطر الحرب، لكنَّ الكُجُك لم يلبث أن سيطر على تلك القلعة وأسر الأميرين قبل أن يُتابع حملته ضدَّ والدهما. وفي روايةٍ أُخرى أنَّ من أسر الأمير الصغير كان جعفر باشا أمير الأُسطُول العُثماني الذي حاصر القلعة بحرًا، فقبض على حاميتها وعلى رأسهم حُسين بن فخر الدين ومُدبِّره الشيخ أبي نوفل الخازن، وأرسلهما إلى الصدر الأعظم المُعسكر في حلب، فتمكَّن الخازنيّ من الفرار بينما ظلَّ الأمير حُسين في قبضة الصدر.
نُقل الأمير حُسين مع شقيقه ووالدهما بعد أسره إلى إستنبول، فسُجن فخر الدين في حصن يدي قلعة وأُرسل ابناه ليُقيما في ناحية غلطة. قُتل فخر الدين وابنه الأكبر منصور خلال شهر آذار (مارس) أو نيسان (أبريل) 1635م بأمرٍ من السُلطان مُراد، وأُبقي على حياة حُسين لصغر سنِّه وعدم تمييزه الخطأ من الصواب. أُرسل حُسين إلى مكتب غلطة ليتلقَّى العُلُوم، فنشأ على مذهب أهل السُنَّة والجماعة، ثُمَّ نُقل إلى سراي طوپ قاپي مُترقيًا في الرُّتب حتَّى صار كتخُدا الخزينة السُلطانيَّة. وعلا شأن هذا الأمير في دار الخلافة، فعُرضت عليه الوزارة لكنَّهُ رفضها، ثُمَّ صار كاتبًا للخراجكانيَّة، وتولَّى مناصب عديدة غيرها، أبرزها سفير الدولة العُثمانيَّة إلى سلطنة مغول الهند خلال عهد السُلطان مُحمَّد بن إبراهيم (مُحمَّد الرابع).

## قوله في انتقال إمارة جبل لُبنان للشهابيين
عَرَج الأمير حُسين على صيدا أثناء توجُهه نحو الهند، فقابله نسيبه الأمير أحمد بن ملحم المعني، آخر أُمراء هذه السُلالة، ولقاه أيضًا الأُمراء الشهابيُّون حُكَّام وادي التيم واجتمعوا به في حاصبيَّا وعرضوا عليه حُكم جبل لُبنان على اعتبار أنَّ الأمير أحمد لم يعقب ذكرًا، فلم يقبل، فسار إلى الهند وأتمَّ سفارته ثُمَّ عاد إلى إستنبول حيثُ عاش بقيَّة أيَّامه، مُشتهرًا بين أقارنه بالحكمة والحنكة، وفيها صنَّف كتاب «التمييز في المحاضرات». ولمَّا تُوفي الأمير أحمد المذكور انقطعت السُلالة المعنيَّة بموته، فرأى أعيان جبل لُبنان نقل الأمر للشهابيين وأجمعوا على اختيار الأمير بشير بن حُسين صاحب راشيَّا، ولكنَّ السلطنة لم ترضَ عن هذا الاختيار فرشَّحت الأمير حيدر بن موسى، ابن بنت الأمير أحمد، ويُقال أنَّها استشارت في ذلك الأمير حُسين بن فخر الدين، فأشار بهذا الرأي. وقال عيسى إسكندر المعلوف أنَّهُ امتلك أوراقًا من العلَّامة الماروني سمعان السمعاني تُثبت هذا الأمر، أرسلها إلى جبل لُبنان في ذلك الزمن.

## ما اشتُهر عنه ووفاته
اتَّصل المُؤرِّخ مُصطفى نعيمة الحلبي بالأمير حُسين أثناء إقامته في إستنبول ونقل عنه الكثير من أخبار المعنيين عُمومًا ووالده فخر الدين خُصوصًا، فكتبها في تاريخه وترجم له مُثنيًا على آدابه، وذاكرًا من مُؤلَّفاته كتاب «التمييز» المذكور سلفًا، إضافةً إلى كتابٍ عن تراجم عُلماء عصره.
وكان الأمير حُسين مُتضلعًا من اللُغتين العربيَّة والعُثمانيَّة، عارفًا بشُؤون البلاد، يغلب عليه التُقى والصلاح، ولهُ منظومات منها:
توفي في إستنبول سنة 1109هـ = 1697م.

### ثبت المراجع(مُرتَّبة حسب تاريخ النشر)
كُتُب ومجلَّة باللُّغة العربيَّة:
- عيسى إسكندر المعلوف (1 تشرين الثاني [نوڤمبر] 1929). "كتاب التعبير في المحاضرات - مخطوط للأمير حُسين ابن الأمير فخر الدين المعني". المشرق (ورقي ممسوح ضوئياً). بيروت: دار المشرق. ع. 11. مؤرشف من الأصل في 2023-10-08. اطلع عليه بتاريخ 7 تشرين الأوَّل (أكتوبر) 2023. {{استشهاد بمجلة}}: تحقق من التاريخ في: |تاريخ الوصول= و|تاريخ= (مساعدة)
- إسماعيل باشا الباباني (1951). هدية العارفين أسماء المُؤلِّفين وآثار المُصنِّفين. إسطنبول: وكالة المعارف بإسطنبول. ج. 2. مؤرشف من الأصل في 2023-10-27. {{استشهاد بكتاب}}: تحقق من التاريخ في: |سنة= (مساعدة)
- عمر رضا كحالة (1993). مُعجم المُؤلِّفين: تراجم مُصنِّفي الكُتُب العربيَّة (ط. 1). بيروت: مؤسسة الرسالة. ج. 4. ISBN:978-9933-23-192-7. OCLC:4770872170. QID:Q120220616.
- شفيق جحا؛ منير البعلبكي؛ بهيج عثمان (1999)، المُصوَّر في التاريخ (ط. 6)، بيروت: دار العلم للملايين، ج. 7، QID:Q122787135
- خير الدين الزركلي (2002)، الأعلام: قاموس تراجم لأشهر الرجال والنساء من العرب والمستعربين والمستشرقين (ط. 15)، بيروت: دار العلم للملايين، ج. 2، OCLC:1127653771، QID:Q113504685

باللُّغة الإنگليزيَّة:
- Salibi, K. (1973). "The Sayfās and the Eyalet of Tripoli 1579–1640". Arabica (بالإنجليزية). 20 (1): 25–52. DOI:10.1163/15700585-02001004. ISSN:0570-5398. JSTOR:4056003. S2CID:247635304. Archived from the original on 2023-03-07.{{استشهاد بدورية محكمة}}:  صيانة الاستشهاد: ref duplicates default (link)
- Abu-Husayn, Abdul-Rahim (1985). Provincial Leaderships in Syria, 1575–1650 (بالإنجليزية). Beirut: American University of Beirut. ISBN:978-0-8156-6072-9. OCLC:242675094. Archived from the original on 2023-11-09.{{استشهاد بكتاب}}:  صيانة الاستشهاد: ref duplicates default (link)
- Khairallah, Shereen (1996). The Sisters of Men: Lebanese Women in History (بالإنجليزية). Beirut: Institute for Women Studies in the Arab World, Lebanese American University. OCLC:1012640574. Archived from the original on 2023-09-16.{{استشهاد بكتاب}}:  صيانة الاستشهاد: ref duplicates default (link)
- Hourani, Alexander (2010). New Documents on the History of Mount Lebanon and Arabistan in the 10th and 11th Centuries H. (بالإنجليزية). Beirut.{{استشهاد بكتاب}}:  صيانة الاستشهاد: ref duplicates default (link) صيانة الاستشهاد: مكان بدون ناشر (link)